# Buenos Aires, Jiquipilco
Buenos Aires är en ort i Mexiko, tillhörande kommunen Jiquipilco i den nordvästra delen av delstaten Mexiko. Orten hade 1 547 invånare vid folkräkningen 2010.